# 245国道
245国道（或“国道245线”、“G245线”）是在中国的一条国道，起点为四川巴中，经过四川、云南，终点为云南绿春的国道。
原终点为云南金平，《国家公路网规划（2022年－2035年）》中调整至绿春。

## 途经城市
| 城市名                   | 距起点距离 |
| ------------------------ | ---------- |
| 四川省巴中市             | 0          |
| 四川省南部县             |            |
| 四川省盐亭县             |            |
| 四川省三台县             |            |
| 四川省中江县             |            |
| 四川省金堂县             |            |
| 四川省成都市新都区       |            |
| 四川省成都市             |            |
| 四川省新津县             |            |
| 四川省眉山市彭山区       |            |
| 四川省眉山市             |            |
| 四川省青神县             |            |
| 四川省夹江县             |            |
| 四川省峨眉山市           |            |
| 四川省峨边彝族自治县     |            |
| 四川省乐山市金口河区     |            |
| 四川省甘洛县             |            |
| 四川省越西县             |            |
| 四川省昭觉县             |            |
| 四川省西昌市             |            |
| 四川省德昌县             |            |
| 四川省会理县             |            |
| 云南省禄劝彝族苗族自治县 |            |
| 云南省富民县             |            |
| 云南省安宁市             |            |
| 云南省昆明市晋宁区       |            |
| 云南省澄江市             |            |
| 云南省玉溪市江川区       |            |
| 云南省通海县             |            |
| 云南省建水县             |            |
| 云南省元阳县             |            |
| 云南省绿春县             |            |

## 部分段路况
- 四川三台县段--宽12米，水泥混凝土路面 二级
- 四川中江县-通济镇段--宽12米，沥青混凝土路面 二级
- 四川中江县-兴隆镇段（老路）--宽8.5米，沥青混凝土路面  二级
- 四川中江县-兴隆镇段（新路）--宽40米，六车道，沥青混凝土路面  一级（城市快速路）
- 四川金堂县-福兴镇段 --宽8.5米，水泥混凝土路面 二级
- 四川成都青白江区--金堂县段--宽40米，六车道，沥青混凝土路面 一级（城市快速路）
- 四川成都青白江区-成都段 宽24.5米，四车道，沥青混凝土路面 一级（大件路）
- 成都-四川新津段 宽50米，六车道加辅道，沥青混凝土路面 一级（大件路）